# Садыков, Александр Витальевич
Александр Витальевич Садыков (7 сентября 1968, Ногинск, Московская область — 14 декабря 1987, ДРА) — рядовой Вооружённых Сил СССР, участник войны в Афганистане, погиб при исполнении служебных обязанностей.

## Биография
Александр Витальевич Садыков родился 7 сентября 1968 года в городе Ногинске Московской области. После развода родителей воспитывался матерью и бабушкой. В период учёбы активно занимался хоккеем. По окончании средней школы поступил в Электростальский строительный техникум.
6 мая 1987 года Садыков был призван на службу в Вооружённые Силы СССР Ногинским объединённым городским военным комиссариатом Московской области. Начинал службу неподалёку от советско-афганской границы, в городе Кушка Туркменской ССР. Получил воинскую специальность разведчика. В ноябре 1987 года Садыков был направлен для дальнейшего прохождения службы в Демократическую Республику Афганистан, в состав ограниченного контингента советских войск.
Служил разведчиком в 781-м отдельном разведывательном батальоне 108-й мотострелковой дивизии. Неоднократно участвовал в боевых операциях. В ходе одной из них он тяжело заболел и 14 декабря 1987 года скончался.
Похоронен на кладбище «Белый мох» в городе Электрогорске Павлово-Посадского района Московской области.

## Память
- В честь Садыкова названа улица в городе Электрогорске[3].